# Terschelling

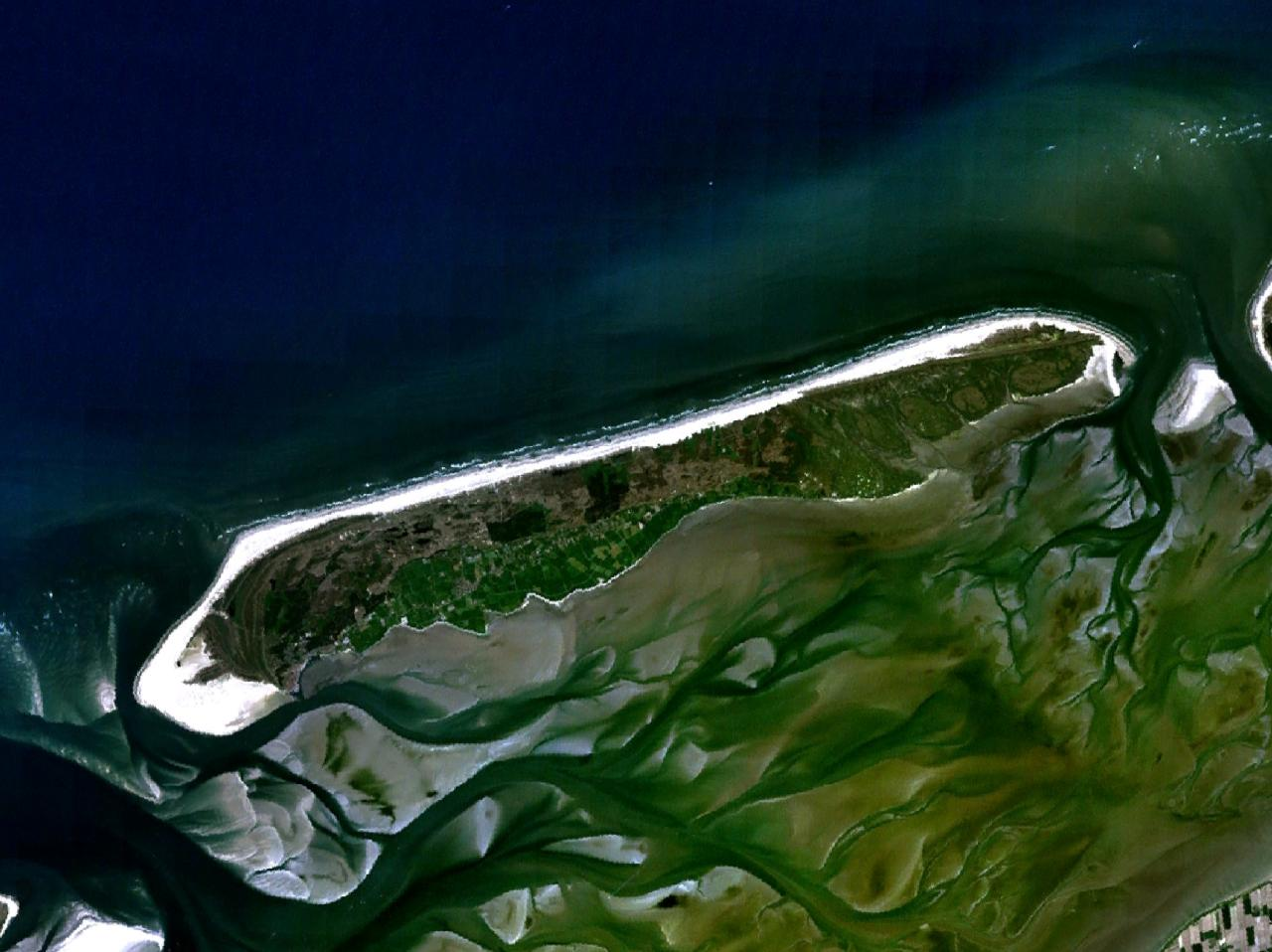
A ilha de Terschelling vista do espaço (foto: NASA).

A ilha de Terschelling, também conhecida por Skylge em frísio, é uma das ilhas Frísias, um cordão de ilha arenosas baixas que se prolongam pelo Mar do Norte ao longo das costas dos Países Baixos e da Alemanha. A ilha tem uma área emersa de 88,1 km² e uma população (2005) de 4 737 habitantes (54 hab./km²). Em redor da ilha existe uma extensa área de bancos lodosos e arenosos, boa parte dos quais fica emersa na maré-baixa, que ocupa cerca de 586 km².
A ilha pode ser facilmente alcançada por ferry a partir do porto de Harlingen, na costa frísia dos Países Baixos.
O principal suporte da economia da ilha é o turismo, embora a agricultura e a pesca também tenham algum relevo. Uma parte importante do território da ilha, incluindo parte dos bancos de lodo e areia que a circundam, são reserva natural.
Em Terschelling realiza-se anualmente o festival de Oerol, durante o qual são representadas por toda a ilha peças de teatro e demonstrações de outras artes performativas, fazendo uso das paisagens e da beleza natural dos locais.
A localidade de Formerum na ilha de Terschelling foi a terra de nascimento do explorador polar Willem Barents, nela existindo um museu em sua honra.

## Principais povoações
Terscheling constitui uma única municipalidade da província neerlandesa da Frísia. Os nomes das povoações são dados em holandês, indicando-se entre parêntesis os equivalentes em frísio, a língua mais utilizada na ilha:
- Baaiduinen (Baaidunen)
- Formerum (Formearum), local de nascimento de Willem Barentsz
- Hee
- Hoorn, Friesland, Netherland (Hoarne)
- Kaart
- Kinnum (Kinum)
- Landerum
- Lies
- Midsland (Midslân)
- Midsland aan Zee (Midslân oan See)
- Midsland-Noord (Midslân-Noard)
- Oosterend (Aasterein)
- Seerijp (Stryp)
- West aan Zee (West oan See)
- West-Terschelling (West-Schylge)